# João Fernandes de Castro, senhor do Castelo de Fornelos
João Fernandes de Castro (1275 -?) foi um nobre galego onde foi senhor de Fornelos também chamado de torre de Fornelos que se situa na paróquia de San Pedro, no concelho pontevedrino de Crecente, no cume de uma colina à beira do rio Ribadil, muito próximo à fronteira com Portugal, frente da praça-forte de Melgaço, perto da barragem de Frieira, na Comunidade Autónoma da Galiza (Espanha).

## Relações familiares
Foi filho de Fernão Anes de Castro (1250 -?), senhor de Fornelos e de Elvira Rodrigues de Valadares, filha de Rui Pais de Valadarese de Maria Pires de Azevedo. Casou com Rica Fernandes Torrichão, filha de Fernão Gonçalves Torrichão e de Sancha Rodrigues, de quem teve:
1. Inês Anes de Castro (1310 -?) casou com Álvaro Pires de Sotomaior filho de Pedro Álvares de Sotomaior e de Elvira Anes Marinho (c. 1290 -?),
2. Elvira de Castro,
3. Maria Anes de Fornelos (c. 1310 -?) casou com Gonçalo Mendes Amado, senhor das Vilas de Penela e Trevões e filho de Mem Gonçalves Amado, (1275 -?), senhor de Penela e de Aldonça da Fonseca .